# Johannes Bohn
Johannes Bohn, född 20 juli 1640 i Leipzig, död där 19 december 1718, var en tysk läkare.
Bohn blev professor i anatomi 1668 och i praktisk medicin 1691 vid Leipzigs universitet. Hans betydelse i medicinens historia ligger framför allt i hans framhävande av den experimentella forskningens betydelse för medicinen, varigenom han väsentligen bidrog att störta det kemiatriska systemet. Han var en grundläggande författare inom rättsmedicinen.